# Nutbrook Canal

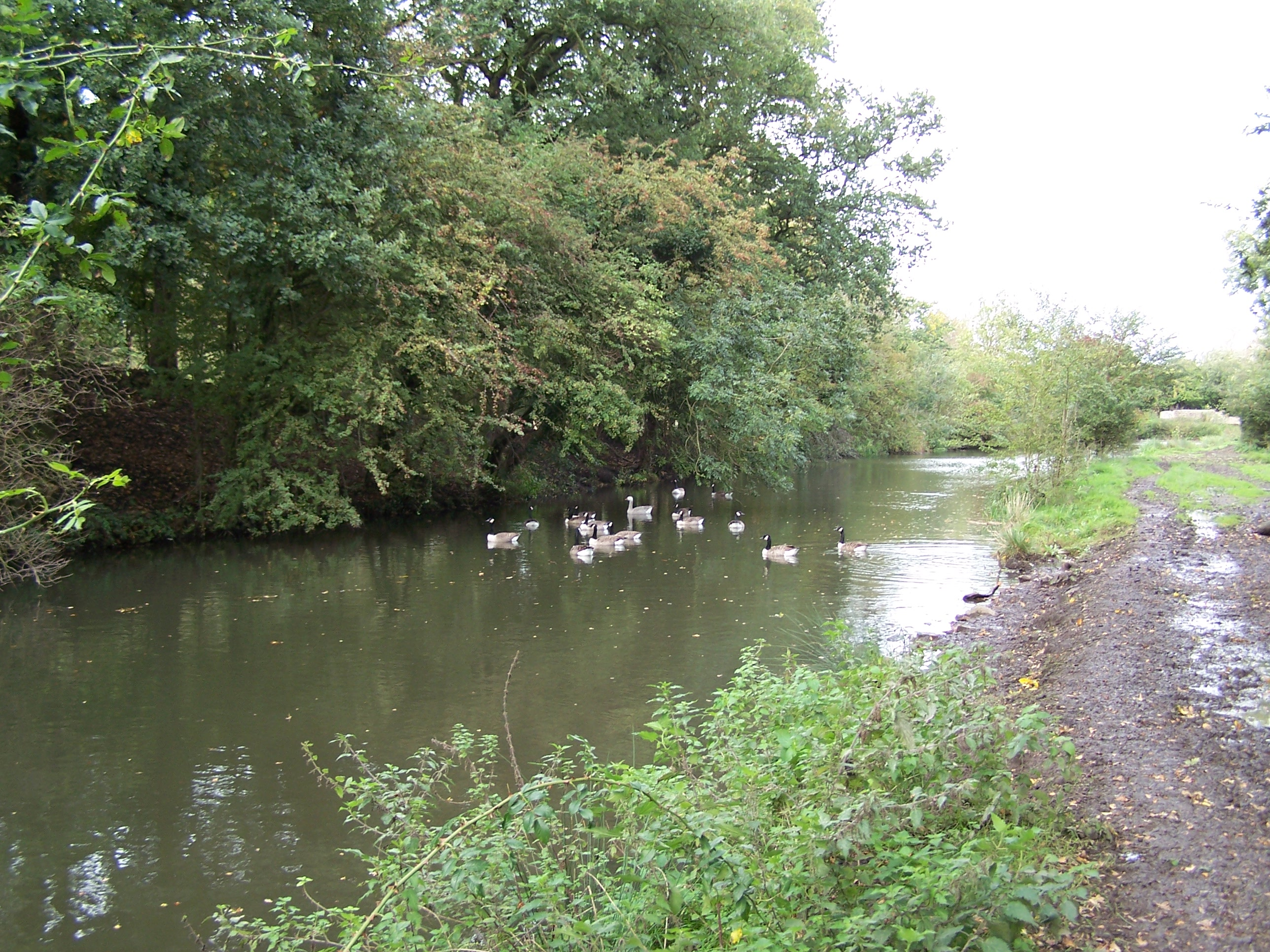
En fortfarande vattenfylld del av Nutbrook Canal.

The Nutbrook Canal var en kanal i England mellan Shipley, Derbyshire och the Erewash Canal. Kanalen stod färdig 1796. Merparten av kanales stängdes 1895, men 1,5 miles av den användes till 1949. Idag finns bara rester av kanalen kvar. 